# 사와야시키 준이치

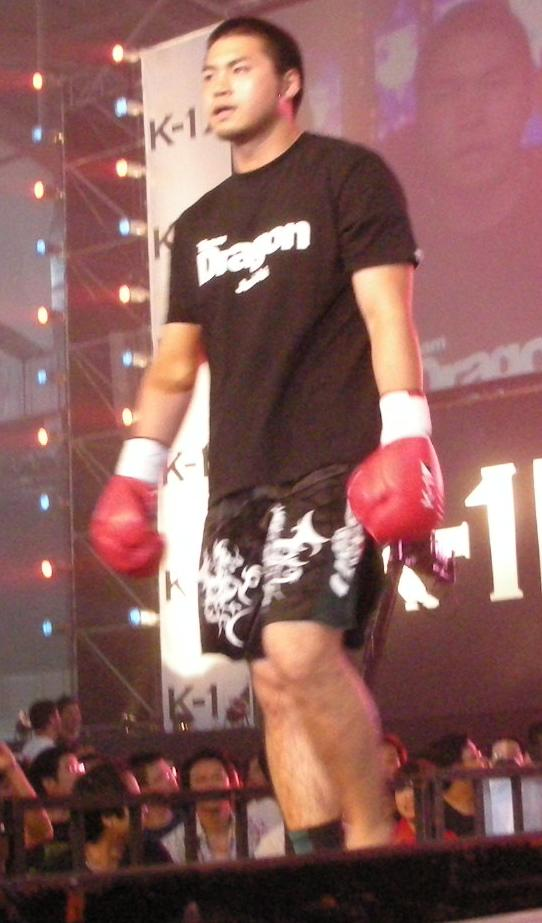
사와야시키 준이치

사와야시키 준이치(일본어: 澤屋敷純一, 1984년 9월 13일 태어남)는 일본의 킥복싱 선수다. 184cm 100kg. 유도·킥복싱·가라테 수련자다.

## 유도 주요경력
- 일본 도대회 8강

## 킥복싱 주요경력
- 15승 8패 (KO·TKO 10승 4패)

- - 주요승리 - 후지모토 유스케, 제롬 르 밴너
  - 주요패배 - 피터 아츠, 모리 아키오

- 제이넷 -98kg 챔피언(2004년 5월 17일-2007년 6월 18일 반납)

고등학교 3학년에 킥복싱에 입문했다.

2004년 2월 11일 RISE에서 프로데뷔 오카모토 레이(격투가)를 상대로 오른쪽 로우 킥으로 KO 승리
2005년 5월 3일 제16회 전일본 새로운 공수도 선수권 대회 K-2 그랑프리 중량급에 출장 결승에서 신촌 유우키에게 준우승
2006년 5월 17일 J-NETWORK "GO! GO! J-NET '06 ~ Invading the DRAGON ~"로 왕자 후리가나 바바노부타카 및 J-NETWORK 헤비급 타이틀 매치에서 대전 3R 이마의 상처에 의한 닥터 스톱으로 TKO 승리 J-NETWORK 헤비급 챔피언이되었다 경기 후 링 위에서 "좋은 곳에서지고 뿐이었다지만 챔피언이 될 수 있어 좋았다. 앞으로 엄청난 노력 때문에 응원을 부탁 드린다"고 말했다.
2006년 7월 30일 RISE XXVIII에서 모모세 타츠노리와 대전 2R 맞은 어퍼로 다운을 빼앗는하면 모모세의 세컨드에서 수건이 투입되어 TKO 승리되었다.
2006년 12월 2일 K-1 첫 참전이되는 K-1 WORLD GP 2006 in TOKYO 결승전 오프닝 파이트에서 노다 미츠구와 대전 판정승
2007년 3월 4일 K-1 요코하마대회에서 제롬 르 밴너에게 판정승을 거뒀다. 제롬 르 밴너의 K-1 첫 일본인 상대 패배였다.

2007년 4월 28일 K-1 미국예선 초청경기에서 랜디 김에게 KO로 이겼다.

2007년 6월 23일 K-1 유럽예선 초청경기에서 니콜라 버몬을 KO로 승리했다.

2007년 9월 29일 K-1 월드GP 개막전에서 자신보다 선배인 후지모토 유스케를 예리한 카운터와 체격조건으로 몰아붙여서 KO로 승리했다.

2007년 12월 8일 K-1 월드GP 결승전에서는 쭉 승리행진을 하다가 K-1의 전설 피터 아츠에게 손쉽게 패배한다.

2008년 4월 13일 K-1 요코하마 스페셜매치에서 모리 아키오에게 정교한 파워와 카운터로 인해 패배한다.

2008년 7월 13일 K-1 아시아GP 초청경기에서는 하얀 밥샵 카탈린 모로사누에게 손쉽게 1R에 패배하면서 그의 약한 맷집이 확연히 드러나게 된다.

2008년 9월 27일 K-1 월드GP 개막전에서는 제롬 르 밴너에게 판정패를 당한다.

2009년 3월 28일 K-1 요코하마 스페셜매치에서는 글라우베 페이토자에게 TKO패를 당한다.
| 경기일자        | 상대              | 결과 | 내용           | 대회                          |
| --------------- | ----------------- | ---- | -------------- | ----------------------------- |
| 2009년 3월 28일 | 글라우베 페이토자 | 패   | 2R 48초 TKO    | K-1 월드 GP 2009 in yokohama  |
| 2008년 9월 27일 | 제롬 르 밴너      | 패   | 3R 판정        | K-1 월드 GP 2008 final        |
| 2008년 7월 13일 | 카탈린 모로사누   | 패   | 1R 2분 04초 KO | K-1 월드 GP 2008 in taipei    |
| 2008년 4월 13일 | 모리 아키오       | 패   | 2R 2분 16초 KO | K-1 월드 GP 2008 in yokohama  |
| 2007년 12월 8일 | 피터 아츠         | 패   | 1R 1분 29초 KO | K-1 월드 GP 2007 final        |
| 2007년 9월 30일 | 후지모토 유스케   | 승   | 3R 1분 34초 KO | K-1 월드 GP 2007 final 16     |
| 2007년 6월 23일 | 니콜라 베르몬     | 승   | 2R 1분 53초 KO | K-1 월드 GP 2007 in amsterdam |
| 2007년 4월 28일 | 랜디 김           | 승   | 2R 2분 52초 KO | K-1 월드 GP 2007 in hawaii    |
| 2007년 3월 4일  | 제롬 르 밴너      | 승   | 3R 판정        | K-1 월드 GP 2007 in yokohama  |
| 2006년 12월 2일 | 노다 미츠구       | 승   | 3R 판정        | K-1 월드 GP 2006 final        |